# Lebrija (Santander)
Lebrija est une municipalité située dans le département de Santander, en Colombie.

## Géographie

### Localisation
Lebrija est une municipalité située au nord du département de Santander, à 17 km à l'est de Bucaramanga. Elle possède des frontières communes avec les municipalités de Rio Negro, de Girón et de Sabana de Torres. Le territoire de la municipalité s'étend sur 854 km2.

### Relief et climat
La municipalité se situe à une altitude moyenne de 1 086 mètres. Son territoire se divise en deux régions topographiques différentes. L'est développe un paysage montagneux marqué par la présence de la cordillère orientale des Andes tandis qu'à l'ouest s'étend la vallée du Magdalena Medio au relief moins marqué et au climat plus chaud et humide.
Le climat est tempéré toute l'année, avec une moyenne de 23 °C.

### Hydrographie
Le territoire est traversé par les rivières Sucio et Lebrija, ainsi que par les ruisseaux d'Aguablanca, de Cutida, de Saritoma, de Puentana, de la Gomera, d'Angola et d'Angula.

### Transport

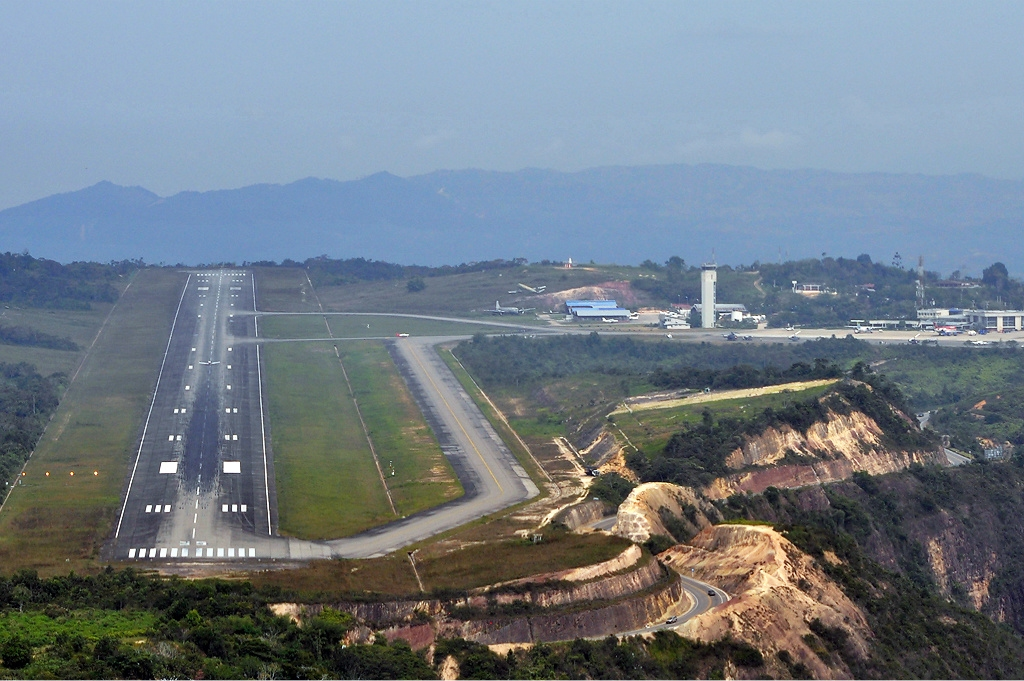
Aéroport de Palonegro.

La municipalité est traversée d'est en ouest par la route nationale 66. La compagnie de bus « Translebrija » permet des liaisons avec Girón et Bucaramanga.
L'aéroport international de Palonegro est situé à l'ouest du territoire de la municipalité et dessert Bucaramanga et sa région, transportant plus de 880 000 passagers par an, en faisant ainsi le huitième aéroport du pays.

### Urbanisme

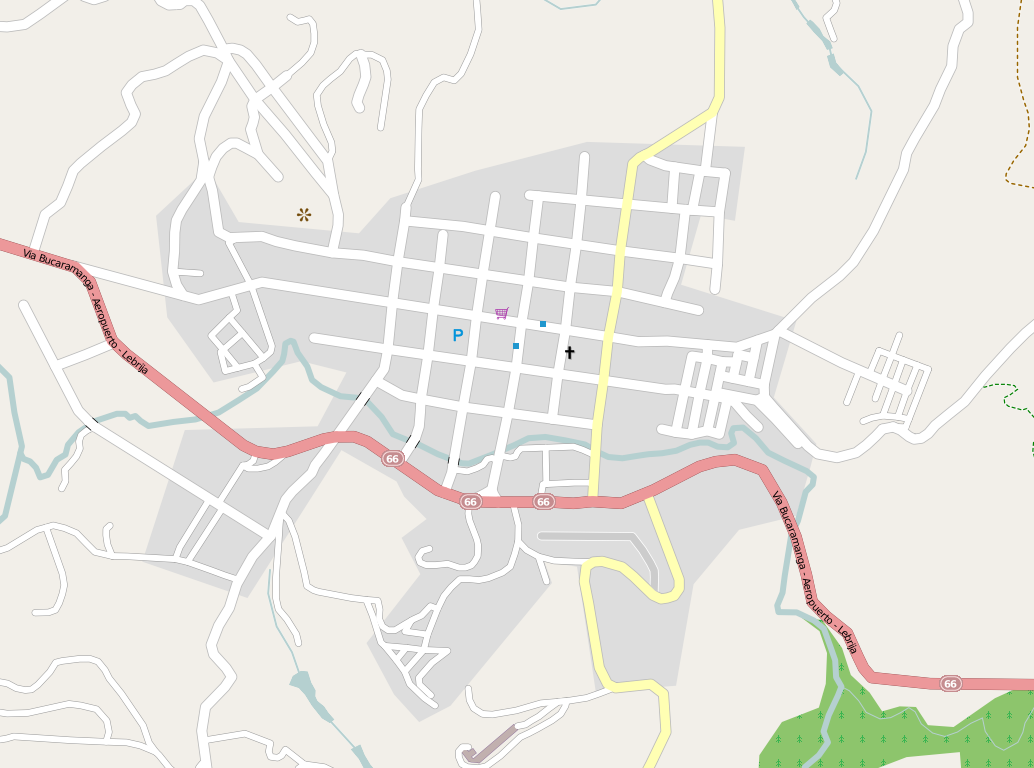
Carte du centre urbain de Lebrija.

La municipalité est divisée en plus d'une cinquantaine de veredas, dont le centre urbain qui se trouve au sud-est,. Ce dernier est organisé selon un plan orthonormé, suivant le système des « carreras » et des « calles ».

## Histoire
À l'époque précolombienne, le territoire se trouvait vraisemblablement partagé entre le peuple Guane et celui des Chitareros, plus au nord.
La ville fut officiellement fondée en 1871. Pendant la guerre des Mille Jours, la municipalité fut le théâtre de la bataille de Palonegro entre les 11 et 25 mai 1900.

## Administration et politique
La municipalité de Lebrija se situe dans le Nucleos de Desarrollo Provincial Metropolitano et dans la province du Soto.

### Liste des maires de Lebrija
| Période | Période | Identité            | Étiquette                      | Qualité |
| ------- | ------- | ------------------- | ------------------------------ | ------- |
| 2008    | 2011    | Sonia Serrano Prada |                                |         |
| 2011    |         | Javier Uribe Motta  | Parti social d'unité nationale |         |

### Tendance politique
En 2011, le corps électoral de la municipalité s'élevait à 26 023 électeurs.
Lors des élections municipales de 2011, le candidat du Parti social d'unité nationale l'emporte avec 5 471 voix (31,23 %) contre son principal adversaire du Parti libéral colombien qui réunit 5 198 voix, soit 29,67 %. Le troisième candidat, sous l'étiquette ASI-PIN-POLO-Parti vert recueille 4 060 voix (23,17 %). Enfin, le candidat du Changement radical arrive en quatrième position avec 2 238 voix (12,77 %), surpassant le candidat du Mouvement des autorités indigènes de Colombie, qui ne réunit que 250 voix sous son nom, soit 1,42 %. Le taux de participation a été de 69,48 %.

## Démographie
En 2005, selon le DANE, la population totale s'élevait à 30 984 habitants, dont 14 093 dans le centre urbain. Pour 2010, le DANE estime la population totale à 34 590, dont 16 357 dans le centre urbain et 18 233 en dehors.
Seul 0,2 % des habitants de la municipalité se considèrent comme afro-colombien ou mulâtre.

## Économie
La répartition du nombre d'entreprise se distribuait en 52,9 % dans le commerce, 30,1 % dans les services, 10,1 % dans l'industrie et 6,9 % dans d'autres activités.
La production principale de Lebrija est l'ananas, dont la culture recouvre environ 6 000 hectares permettant de produire 150 000 tonnes d'ananas par an, plaçant ainsi Lebrija au rang de premier producteur national. Elle est par ailleurs surnommée « la capitale colombienne de l'ananas ».

## Société

### Santé
La municipalité possède un hôpital, San Juan de Dios.

### Éducation
En 2007, l'enseignement élémentaire de base, qui prend en charge les enfants de 6 à 10 ans, possède 22 classes sur la municipalité, ainsi que des zones récréatives et sportives. L'enseignement secondaire et moyen, qui prend en charge la scolarité de 11 à 16 ans, possède 55 classes. Enfin, l'enseignement technologique possède 34 classes.

## Culture et patrimoine

### Manifestations culturelles
Chaque année, vers la fin juin jusqu'à début juillet, se tient la « foire nationale de l'ananas » (Ferias Nacional de la Piña), avec une programmation artistique et musicale et l'élection de la Reine municipale de l'ananas.

### Monuments
- Ruines de l'église de la Cantabrie
- L'hôpital de la Guerre des Mille Jours

## Pour approfondir